# Thecla wittfieldi
Thecla wittfieldi är en fjärilsart som beskrevs av Berry. Thecla wittfieldi ingår i släktet Thecla och familjen juvelvingar. Inga underarter finns listade i Catalogue of Life.